# Ed Rendell
Pour les articles homonymes, voir Rendell.
Edward « Ed » Gene Rendell, né le 5 janvier 1944 à New York, est un homme politique américain, membre du Parti démocrate. Il est maire de Philadelphie de 1992 à 2000 et gouverneur de Pennsylvanie de 2003 à 2011.

## Biographie

### Enfance et études
Né dans une famille juive de New York, Ed Rendell est diplômé en droit de l'université Villanova en 1968. Il sert dans l'armée de réserve jusqu'en 1974.

### Carrière politique
De 1978 à 1985, il est district attorney de Philadelphie, en Pennsylvanie. En 1986, il est battu aux primaires démocrates par le gouverneur sortant Robert P. Casey.

### Maire de Philadelphie
De 1992 à 2000, il est maire de Philadelphie. Il contribue à équilibrer les finances de la ville par une réduction drastique des dépenses, ce qui lui vaut l'hostilité des syndicats. Cependant, il est réélu maire en 1995 avec 80 % des suffrages et est surnommé « maire de l'Amérique » par le vice-président Al Gore. Après avoir équilibré le budget, il se retrouve pendant cinq ans avec des surplus financiers. Pendant quatre années consécutives, il abaisse également les taxes professionnelles et parvient à trouver de nouvelles sources de revenus. Cependant, il échoue à réformer le fonctionnement administratif des écoles et collèges de la ville, peut-être parce que les syndicats enseignants sont des contributeurs de ses campagnes électorales.

### Gouverneur de Pennsylvanie
En 2000, Ed Rendell devient le président du comité national démocrate. En novembre 2002, il est élu gouverneur de Pennsylvanie et entre en fonction le 21 janvier 2003. Il entreprend une grande réforme fiscale de l'État par le biais de baisses d'impôts massives et par une redistribution des dépenses.
Lors de l’élection présidentielle de novembre 2004, la Pennsylvanie manque de tomber dans l'escarcelle de George W. Bush qui y rafle tous les comtés ruraux. La popularité et l'engagement de Rendell dans les seules villes et banlieues de Philadelphie et Pittsburgh sauvent de justesse l'État pour le candidat démocrate John Kerry. Pourtant, en 2005, il étonne ses partisans en apportant son soutien à la réforme de la sécurité sociale de George Bush.
Bien qu'encouragé par ses partisans, Ed Rendell déclare ne pas être candidat à l’élection présidentielle de 2008.
En décembre 2005, il est classé comme le trente-et-unième gouverneur le plus populaire du pays avec un taux d'approbation de 49 %, contre 46 % d'opinions négatives, ex æquo avec les gouverneurs Mitt Romney du Massachusetts et Robert Ehrlich Jr du Maryland. Il est réélu en novembre 2006 avec 60 % des suffrages contre 40 % au républicain Lynn Swann. Après deux mandats consécutifs, il ne peut se représenter en novembre 2010 et le républicain Tom Corbett lui succède en janvier 2011.

## Vie privée
Son épouse, Marjorie Rendell, est une juge fédérale. Mariés depuis le 10 juillet 1971, ils ont un fils, Jesse, diplômé en 2002 de l'université de Pennsylvanie et bassiste dans un groupe du New Jersey « Don't Look Down ».
En juin 2018, il révèle souffrir de la maladie de Parkinson.